# Allium durangoense
Allium durangoense — вид трав'янистих рослин родини амарилісові (Amaryllidaceae), ендемік штату Дуранґо, Мексика.

## Поширення
Ендемік штату Дуранґо, Мексика.